# Пригородный (Воронежская область)
При́городный — посёлок в Калачеевском районе Воронежской области России. Административный центр Пригородного сельского поселения.

## Население
| 2002 | 2010  | 2021  |
| ---- | ----- | ----- |
| 4031 | ↗4163 | ↘3437 |

## География
Посёлок расположен на левом берегу Толучеевки в 4-5 км к югу от Калача и в 195 км к юго-востоку от Воронежа. На севере посёлок почти примыкает к крупному селу Заброды, которое в свою очередь примыкает к Калачу.

## Культура
В посёлке находится клуб, который осуществляет развлекательную деятельность для молодёжи, а также проводит мероприятия для школьников МБОУ ЗСОШ посёлка Пригородный. В 2013 году было начато строительство спортивного комплекса.

## Инфраструктура
В посёлке находятся здание администрации посёлка, школа, медучреждение, магазины, сыродельный завод, сахарный завод, аптеки, почтовое отделение. Поселок газифицирован, есть водопровод и центральное отопление, дороги асфальтированные.